# 약과
약과(藥果, 영어: yakgwa)는 유밀과의 대표적인 종류로, 꿀과 밀가루, 물, 식용유, 술을 섞어 반죽하여 약과틀에 넣어 모양을 낸 뒤, 기름에 튀겨 낸 한국의 전통 과자다.

## 역사
고려 시대에는 고기와 생선을 올리지 않는 불교의 제례에서 약과가 그 대체품으로 이용되었으며, 약과를 과일뿐만 아니라 짐승의 모양을 본따 만들기도 하였다. 이에 관하여 정약용은 《아언각비》에서 밝히기를, ‘약’은 ‘꿀’을 뜻하고, ‘과’는 과일 모양을 본땄던 원래의 약과는 높이 쌓을 수가 없어 네모꼴[方形]로 바꾸었는데 이름만 남아 전해진 것이라고 하였다. 약과의 다른 이름인 조과(造果)에 대하여 《성호사설》에는, 처음에는 약과를 과일 모양을 본따 만들었으나 제사상에 올리기 어려우므로 넓적하게 끊어 자르기 시작하였지만 이름은 그대로 남았다고 적혀 있다.
이수광은 《지봉유설》에서 밀과(蜜果)를 약과라고 하는 이유는 밀(麥)은 네 계절의 정기를 모두 받아 익고, 꿀은 모든 약 중 가장 좋으며, 기름은 벌레를 죽일 수 있어 약과 같기 때문이라고 하였다.

## 만드는 방법
고운 체로 거른 밀가루에 참기름을 넣어 반죽한 다음, 생강즙·술·꿀·계핏가루를 넣어 다시 반죽한다. 이것을 약과라고 하는 꽃 모양의 나무틀(약과판)으로 눌러 모양을 낸 뒤 기름에 튀긴다. 약과는 섭씨 165 ~ 170도 기름에서 천천히 튀긴다. 이때 온도가 낮으면 약과의 모양이 흐트러지며, 온도를 너무 높게 하면 태울 수 있기 때문에 주의해야 한다. 겉이 갈색으로 적당히 익으면 꺼낸 뒤 기름을 빼낸다. 생강즙, 계핏가루, 후춧가루를 섞은 꿀이나 조청에 담가 속까지 배어들도록 한다. 이후에 잣이나 참깨와 같은 다양한 장식이 뿌려진다.

## 종류
- 약과는 일명 과줄이라고 불린다.
  - 대약과
  - 소약과
  - 다식과
  - 만두과
  - 연약과

## 같이 보기
- 한국의 후식 목록